# Філіпенко Станіслав Бахстасович
Станіслав Бахстасович Філіпенко (8 липня 1938 — 6 серпня 2025) — цирковий артист, режисер, педагог. Лауреат мистецької премії «Київ».

## Життєпис
Народився 8 липня 1938 року. Кар'єру у цирковому мистецтві розпочав у 1956 році, одразу після закінчення школи. Протягом наступних 26 років працював у системі «Держцирк». У 1986 році доєднався до народного цирку «Юність Києва». Спочатку був репетитором, згодом очолив весь колектив. Був викладачем у Київській муніципальній академії естрадного та циркового мистецтв, паралельно продовжував керувати «Юністю Києва». Помер 6 серпня 2025 року.

## Нагороди
- Мистецька премія «Київ» у галузі циркового мистецтва (2020) — за вагомий внесок у розвиток циркового мистецтва столиці та цикл телевізійних програм про циркове мистецтво «Антракт» (2017—2019 роки), фільм «Антракт. Брати Ялові» (2017 рік)[2].